# Титан (ракета)
Вижте пояснителната страница за други значения на Титан.
Титан (на английски: Titan) е името на американско семейство ракети-носители, конструирани от Мартин в края на 50-те години на 20 век. Използвани са като междуконтинентални балистични ракети от USAF до 1987 г. и като носители от НАСА до 2005 г. Произвеждани са в четири основни модификации.

## Титан
В средата на 50 – те години на 20 век ракетната техника се развива достатъчно, за да позволява полети на големи и много големи разстояния. Военните виждат в ракетите основно средство за носител на ядрен заряд, достатъчно точно и надеждно, за да се впише отлично в доктрината за ядрена война. В съответствие с това започват разработки на все по – мощни ракети, способни да поразяват цели на други континенти. Новия клас оръжие е наречено междуконтинентална балистична ракета. През януари 1955 г. САЩ започват разработката на ново поколение такива ракети, способни да прелетят повече от 10 000 км. USAF се спират на две разработки, които в най-голяма степен удовлетворяват нуждите на американското стратегическо командване (на английски: Strategic Air Command): Атлас, проектирана от Конвеър и Титан, проектирана от Мартин. Първоначално Титан е конструирана като тактическа бойна ракета, но по – късно е взето решение проектът да бъде развит и тя да се превърне в междуконтинентален носител на ядрено оръжие. Дизайнът на ракетата и възможностите за развитие на концепцията се оказват толкова добри, че през годините Титан претърпява четири основни модификации, като третата от тях е произвеждана в шест варианта. Като междуконтинентална балистична ракета се използва от USAF от 1958 до 1987 г. и остава в историята като най-мощната стратегическа ракета на САЩ (виж Титан II). НАСА е другия оператор, който използва Титан като носител в различни космически програми от 1962 до 2005 г. Ракетата се оказва изключително лесна за поддръжка и толкова надеждна, че несполучливите стартове са минимален процент от общия брой изстрелвания. Всичко това обяснява твърде дългия експлоатационен живот на цялото ракетно семейство.

### Титан I
Титан I – американска течногоривна двустепенна междуконтинентална балистична ракета с моноблокова бойна глава. Първа ракета-носител от семейството Титан. Разработена е като допълнителна мярка за сигурност, в случай на провал при проекта Атлас. Двете ракети се произвеждат паралелно до 1965 г., когато Атлас е свалена от въоръжение.

### Титан II
Титан II – американска течногоривна двустепенна междуконтинентална балистична ракета с моноблокова бойна глава. Втора ракета-носител от семейството Титан. Проектирана е през 1960 г. като развитие на ракетата Титан I. Остава на въоръжение в USAF до 1987 г. Това е най-мощната балистична ракета от ядрения арсенал на САЩ. Нейната версия Титан GLV (на английски: Gemini Launch Vehicle) е използвана като носител в програмата Джемини. Последния старт на ракета от тази модификация е на 18 октомври 2003 г.

### Титан III
Титан III – американска течногоривна тристепенна ракета-носител. Трета ракета-носител от семейството Титан. Модификация на Титан II с добавени твърдогоривни бустери. Това е модификацията на Титан с най-много варианти: Титан IIIA, Титан IIIB, Титан IIIC, Титан IIID, Титан IIIE и Титан 34D. Първия старт е на 1 септември 1964 г. (вариант Титан IIIA), а последния – на 4 септември 1989 г. (вариант Титан 34D). Тези ракети са използвани като носители в космически програми на НАСА и USAF.

### Титан IV
Титан IV– най-мощната модификация на Титан и един от най-тежките американски носители. Четвърта ракета-носител от ракетното семейство. Произвеждана е в два варианта Титан IVА и Титан IVВ, които се различават единствено по използваните твърдогоривни бустери. Като връхна степен е добавен ускорителния блок Центавър. Първия старт е на 14 юни 1989 г., а последния – на 19 октомври 2005 г. Тези ракети са използвани единствено като носители в космически програми на НАСА и USAF.

### Титан V
Титан V – последна версия на Титан и последна разработка на Мартин по отношение на семейството ракети Титан, с която компанията се надява да влезе в 21-ви век. Титан V е конструирана на базата на Титан IV, но с използването на двигатели с криогенни компоненти – течен водород (LH2) и течен кислород (LOX) за първата степен на ракетата. Разработката на Мартин има за цел да удължи живота на Титан и през новото хилядолетие. Титан V трябва да се превърне в един от най-мощните съществуващи носители, но губи конкурса от тежкия носител Атлас V на фирмата Конвеър.